# Videm község
Videm község (szlovén nyelven Občina Videm) Szlovénia 212 alapfokú közigazgatási egységének, azaz községének egyike a Podravska statisztikai régióban, a Ptujtól délre eső síkságon. Adminisztratív központja Videm pri Ptuju település. A történelmi szlovén Stájerország (Štajersko) régió része.   

## A községhez tartozó települések
A községhez Videm pri Ptuju székhelyen kívül a következő települések tartoznak:
- Barislovci
- Belavšek
- Berinjak
- Dolena
- Dravci
- Dravinjski Vrh
- Gradišče
- Jurovci
- Lancova Vas
- Ljubstava
- Majski Vrh
- Mala Varnica
- Pobrežje
- Popovci
- Repišče
- Sela
- Skorišnjak
- Soviče
- Spodnji Leskovec
- Strmec pri Leskovcu
- Šturmovci
- Trdobojci
- Trnovec
- Tržec
- Vareja
- Velika Varnica
- Veliki Okič
- Zgornja Pristava
- Zgornji Leskovec

## Népesség
| Lakosok száma | 5514 | 5592 | 5605 | 5643 | 5580 | 5468 | 5522 | 5526 | 5587 | 5680 |
|               | 2008 | 2009 | 2011 | 2012 | 2013 | 2015 | 2016 | 2017 | 2019 | 2020 |